# Чемпионат Кыргызстана по футболу 2021
30-й чемпионат Кыргызстана по футболу, разыгранный 8 клубами с 15 марта по 29 октября 2021 года. Официальное название — БК ОЛИМП — Премьер Лига 2021 (кирг. БК ОЛИМП Премьер Лигасы).
Генеральным спонсором чемпионата этого сезона стала бизнес-клуб ОЛИМП. Матчи чемпионата транслировал спортивный телеканал — Kyrgyz Sport TV.
Чемпион получил прямую путёвку в групповой этап Кубка АФК 2022 — 2-го по престижу и силе международного клубного турнира АФК (азиатский аналог Лиги Европы УЕФА).
Чемпионат проходил в 4 круга по принципу «каждый с каждым».
Сезон стартовал 15 марта матчем «Абдыш-Ата» — «Кара-Балта» в городе Кант, а 16-17 марта были проведены матчи первого тура.

## Участники
Алга

В чемпионате 2021 года принимали участие 8 клубов. Чемпионский титул в этом году защищал бишкекский «Дордой».
| Клуб       | Город      | Стадион                      | Вместимость | Место в прошлом сезоне | Тренер                               |
| ---------- | ---------- | ---------------------------- | ----------- | ---------------------- | ------------------------------------ |
| Абдыш-Ата  | Кант       | Нитро Арена                  | 1200        | 4                      | Джейлан Арыкан                       |
| Алай       | Ош         | Ош имени Ахматбека Суюмбаева | 12 000      | 5                      | Нумонджон Юсупов Александр Бельдинов |
| Алга       | Бишкек     | КГАФКиС                      | 1000        | Вице-чемпион           | Валерий Березовский                  |
| Дордой     | Бишкек     | СК Дордой                    | 800         | Чемпион                | Александр Крестинин                  |
| Илбирс     | Бишкек     | ФЦ ФФКР                      | 1000        | 8                      | Максим Лисицын                       |
| Каганат    | Ош         | Ош имени Ахматбека Суюмбаева | 12 000      | 6                      | Абдумалик Мавлянов Айбек Татанов     |
| Кара-Балта | Кара-Балта | СК Манас                     | 3000        | 7                      | Владимир Хорошунов                   |
| Нефтчи     | Кочкор-Ата | СК Нефтчи                    | 1500        | Бронзовый призёр       | Нурбек Жолдошов Нематжан Закиров     |

## Турнирная таблица
| М | Команда    | И  | В  | Н | П  | Мячи    | ±   | О  |
| - | ---------- | -- | -- | - | -- | ------- | --- | -- |
| 1 | Дордой     | 28 | 19 | 5 | 4  | 57 − 27 | +30 | 62 |
| 2 | Абдыш-Ата  | 28 | 17 | 8 | 3  | 63 − 31 | +32 | 59 |
| 3 | Алга       | 28 | 17 | 4 | 7  | 39 − 25 | +14 | 55 |
| 4 | Алай       | 28 | 13 | 7 | 8  | 45 − 35 | +10 | 46 |
| 5 | Каганат    | 28 | 10 | 7 | 11 | 41 − 40 | +1  | 37 |
| 6 | Нефтчи     | 28 | 9  | 4 | 15 | 37 − 44 | -7  | 31 |
| 7 | Илбирс     | 28 | 5  | 2 | 21 | 24 − 54 | -30 | 17 |
| 8 | Кара-Балта | 28 | 1  | 5 | 22 | 19 − 69 | -50 | 8  |

И — игры, В — выигрыши, Н — ничьи, П — проигрыши, Мячи — забитые и пропущенные голы, ± — разница голов, О — очки
В случае равенства очков у двух и более клубов места команд в таблице чемпионата определяются:
· по количеству набранных очков в играх между этими клубами;
· по разнице забитых и пропущенных голов в играх между этими клубами;
· по наибольшему количеству забитых голов во всех играх между этими клубами;
· по разнице забитых и пропущенных голов во всех матчах чемпионата;
· по наибольшему количеству забитых голов во всех матчах чемпионата;
· по наименьшему количеству полученных красных карточек во всех матчах чемпионата;
· по наименьшему количеству полученных желтых карточек во всех матчах чемпионата;
· в случае абсолютного равенства всех вышеуказанных показателей клубов в итоговой таблице, кроме Клубов, делящих первое и второе места, их места определяются жребием;
При абсолютном равенстве всех указанных показателей для клубов, делящих первое и второе места в итоговой турнирной таблице, назначается дополнительный матч между этими клубами.

## Лучшие бомбардиры чемпионата
| Место | Игрок               | Клуб      | Голы |
| ----- | ------------------- | --------- | ---- |
| 1     | Мирбек Ахматалиев   | Абдыш-Ата | 17   |
| 2     | Максат Алыгулов     | Абдыш-Ата | 14   |
| 3     | Амируддин Шарифи    | Нефтчи    | 12   |
| 3     | Атай Джумашев       | Абдыш-Ата | 12   |
| 5     | Эммануэль Ягр       | Алай      | 9    |
| 6     | Эльдар Молдожунусов | Алай      | 8    |
| 6     | Турсунали Рустамов  | Дордой    | 8    |
| 6     | Алерива Олувассен   | Алга      | 8    |

## Рекорды чемпионата
Самая крупная домашняя победа:
Абдыш-Ата 5:1 Кара-Балта (29 октября)
Алай 5:1 Кара-Балта (30 июля)
Самая крупная победа на выезде:
Кара-Балта 2:6 Абдыш-Ата (21 августа)
Самый результативный матч:
Кара-Балта 2:6 Абдыш-Ата (21 августа)

### Хет-трик
| Игрок | Клуб | Соперник | Дата | Счёт | Голы | Минуты |
| ----- | ---- | -------- | ---- | ---- | ---- | ------ |
|       |      |          |      |      |      |        |